# 松本眞 (数学者)
松本 眞（まつもと まこと、1965年2月18日 - ）は、日本の数学者。名前の表記は旧字体の「眞」が正しい。
専門は疑似乱数、数論幾何、組合せ数学、位相幾何学。優れた疑似乱数生成法であるメルセンヌ・ツイスタを考案したことで知られる。

## 略歴
東京都杉並区出身。1983年、麻布高等学校卒業。1987年、東京大学理学部情報科学科卒業。1989年、東京大学大学院理学系研究科修士課程（情報科学専攻）。東京大学大学院理学系研究科第一種博士課程（数学専攻）進学、1990年同中途退学。
1990年、京都大学数理解析研究所助手。1995年、京都大学博士（理学）。論文の題は「Galois representations on profinite braid groups on curves (曲線上のプロファイナイト組紐群へのガロア表現)」。同年慶應義塾大学理工学部専任講師。
1998年、慶應義塾大学理工学部助教授。1999年、九州大学大学院数理学研究科助教授。2000年3月、東京大学博士（工学）。論文の題は「Random number generators by M-sequences with high-dimensional equidistribution property,and their dynamic creation (M系列を用いた高次元均等分布性を持つ乱数の発生法とその動的生成)」。2000年、京都大学総合人間学部助教授。2003年、広島大学大学院理学研究科教授。2010年から2013年3月まで東京大学大学院数理科学研究科教授。2013年4月より広島大学大学院理学研究科教授。2023年8月をもって退職。

## 人物
- 妻は漫画家の明智抄（2020年8月死別）[7]。
- 予備校教師の安田亨とは知人で、『なっとくの高校数学 - 図形編』（日本評論社）を共著している。
- 数学者の辻雄は麻布高校の後輩であり、東京大学時代の同僚である。

## 受賞歴
- 1998年 - Kirkman Medal受賞[8]
- 1998年 - 日本数学会建部賢弘賞受賞
- 1998年 - 慶應義塾大学義塾賞受賞
- 1999年 - 日本IBM科学賞受賞
- 2005年 - 第4回船井情報科学振興賞受賞
- 2006年 - 文部科学大臣表彰科学技術受賞
- 2008年 - 日本学術振興会賞受賞
- 2008年 - 広島大学学長賞受賞
- 2013年 - 市村学術賞受賞
- 2013年 - 藤原洋数理科学賞大賞受賞